# Perény-Hím
Perény-Hím (szlovákul: Perín-Chym) község Szlovákiában, a Kassai kerület Kassa-környéki járásában. Perény, Hím és Felsőlánc települések közös közigazgatási egysége.

## Fekvése
Kassától 22 km-re délre, a magyar határ mellett fekszik.

## Története

### Perény
Perényt 1220-ban „villa Peruen” néven említik először.
Perény a magyar történelemben jelentős szerepet játszott Perényi család ősi fészke. Első ismert birtokosa a IV. László király idejében élt Perényi Imre, később 1299-ben – az 1305-ben főúri rangot kapott – Perényi Tamás birtoka. 1311-től Perényi János és Miklós a tulajdonos. A 15. századtól Nagyida várának uradalmához tartozott. 1427-ben 72 portát számláltak a faluban, ezzel a nagyobb települések közé tartozott mintegy 400 lakossal. 1553-ban már csak 24 portája volt, melyből 20 Perényi Gábor, 4 pedig Ferenc tulajdona.
A 18. század végén Vályi András így ír róla: „PERÉNY. Perina. Magyar falu Abaúj Vármegyében, földes Ura B. Meskó Uraság, lakosai katolikusok, fekszik Enitzkéhez fél mértföldnyire, határja néhol sovány, réttyének fele sem igen jól termő, piatza is távol van, második osztálybéli.”
Fényes Elek 1851-ben kiadott geográfiai szótárában így ír a faluról: „Perény, magyar falu, Abauj vmegyében, Kassához 5 órányira egy kies felemelkedett helyen: 908 kath., 6 evang., 97 ref., 45 zsidó lak. Kath. paroch. templom. Földei néhol soványak, de általjában termékenyek. – Ezen helységet II. András ajándékozta Dobos Jánosnak, a fényes Perényi nemzets. ősatyjának. Mostani birtokosa a b. Meskó nemzets. Ut. p. Hidas-Németi.”
Borovszky monográfiasorozatának Abaúj-Torna vármegyét tárgyaló része szerint: „Perény község körjegyzőség székhelye. Van 149 háza 1179 magyar lakosa, postája. Távirója: Hidas-Németi. Róm. kath. temploma Mátyás király korában épült, de 1746-ban ujjáalakitották. Földesura a báró Meskó család volt.”
A trianoni diktátumig Abaúj-Torna vármegye Csereháti járásához tartozott, ezután az új csehszlovák állam része lett. 1938 és 1945 között újra Magyarország része.
1948-ban Hím községgel egyesítették Peryn-Chym néven.

### Hím
Hímet 1294-ben „Heym” néven említik először. Hím falu valószínűleg a 11.–12. században keletkezett. 1294-ben Hímy Benedek fia Tamás birtoka. 1329-ben Hímy Miklós fiai Beke és Imre, valamint Petényi comes fiai Tamás és Mátyás a tulajdonosok. 1427-ben Hímy Jakabnak három, Besenyőnek 7 portája volt a faluban. 1553-ban Perényi Ferenc tulajdona.
A 18. század végén Vályi András így ír róla: „HÍM. Elegyes magyar falu Abaúj Várm. földes Urai több Urak, lakosai katolikusok, fekszik Kassához más fél mértföldnyire, Perénynek filiája, határja közép termékenységű, piatzozása jó.”
Fényes Elek 1851-ben kiadott geográfiai szótárában így ír a faluról: „Him, (Hym, Hima), magyar-orosz falu, Abauj vmegyében, ut. p. Kassához 5 órányira: 300 r. kath., 115 g. kath., 8 zsidó lak. Kath. és görög sz.egyházak. Derék erdő. F. u. többen.”
Borovszky monográfiasorozatának Abaúj-Torna vármegyét tárgyaló része szerint: „Him, 44 házzal és 282 magyar lakossal. Postája Perény, távirója Nagy-Ida.”
A trianoni diktátumig Abaúj-Torna vármegye Csereháti járásához tartozott, ezután az új csehszlovák állam része lett. 1938 és 1945 között újra Magyarország része.
1948-ban Perény községgel egyesítették Peryn-Chym néven.

### Felsőlánc
A 18. század végén Vályi András így ír róla: „Alsó, Felső, és Közép Láncz Három magyar falu Abaúj Várm. földes Uraik Lánczy és több Urak, lakosaik katolikusok, és reformátusok, fekszenek Kanyapta vizéhez közel, Kassához mintegy más fél mértföldnyire, földgyeik jók, 2/3 része soványas, fájok van, réttyeik, legelőjök sem épen elég.”
Fényes Elek 1851-ben kiadott geográfiai szótárában így ír a faluról: „Alsó-, Felső- és Közép-Láncz, három magyar falu, Abaúj vármegyében, a Kanyapta mocsár mellett, Kassához 5 órányira: 290 kath., 41 g. kath., 194 ref., 8 zsidó lak. Alsó és Közép-Lánczon ref. Felső Lánczon kath. szentegyház van. Rétjek, legelőjök bőséggel van az emlitett mocsárban; malmokat is birnak. F. u. a Lánczy nemzetség.”
Borovszky monográfiasorozatának Abaúj-Torna vármegyét tárgyaló része szerint: „Felső-Láncz, 56 házzal és 326 magyar ajku lakossal. Him, 44 házzal és 282 magyar lakossal. Postája mindkettőnek Perény, távirója Nagy-Ida.”
A trianoni diktátumig Abaúj-Torna vármegye Csereháti járásához tartozott, ezután az új csehszlovák állam része lett. 1938 és 1945 között újra Magyarország része.
1991-ben csatolták Perény-Hím községhez.

## Népessége
| Év:            | 1994. | 2004.   | 2014.   | 2024.    |
| -------------- | ----- | ------- | ------- | -------- |
| Emberek száma: | 1547  | 1498    | 1424    | 1576     |
| Eltérés:       |       | -3,16 % | -4,93 % | +10,67 % |

| Év:            | 2023. | 2024.   |
| -------------- | ----- | ------- |
| Emberek száma: | 1582  | 1576    |
| Eltérés:       |       | -0,37 % |

1880-ban Hímen 239 magyar és 8 szlovák, Perényen 1195 magyar és 31 szlovák, Felsőláncon 307 magyar és 13 szlovák anyanyelvű élt.
1890-ben Hímet 280 magyar és 2 szlovák, Perényt 1141 magyar és 38 szlovák, Felsőláncot 322 magyar és 4 szlovák anyanyelvű lakta.
1900-ban Hímen 269 magyar, Perényen 1219 magyar és 14 szlovák, Felsőláncon 312 magyar anyanyelvű élt.
1910-ben Perényt 1241-en lakták, ebből 1231 magyar és 7 szlovák, Hím 284 lakosából 276 magyar és 8 szlovák, Felsőláncot pedig 299 magyar és 7 szlovák anyanyelvű lakta.
1921-ben Hímen 236 magyar és 5 csehszlovák, Perényen 1013 magyar és 34 csehszlovák, Felsőláncon 299 magyar és 1 csehszlovák élt.
1930-ban Hímen 190 magyar és 64 csehszlovák, Perényen 919 magyar és 298 csehszlovák, Felsőláncon 240 magyar és 30 csehszlovák élt.
1941-ben Hímet 305 magyar és 2 szlovák, Perényt 1313 magyar és 9 szlovák, Felsőláncot pedig 388 magyar lakta.
1991-ben 1326 lakosából 429 magyar és 892 szlovák volt. Felsőláncon 201 magyar és 74 szlovák élt.
2001-ben 1506 lakosából 983 szlovák és 514 magyar volt.
2011-ben 1407 lakosából 935 szlovák és 397 magyar.
2021-ben 1532 lakosából 1113 szlovák, 331 magyar (21,6%), 6 cseh, 3 ukrán, 2 angol, 1 német, 1 morva, 1 zsidó, 74 ismeretlen nemzetiségű.

## Neves személyek
- Hímben született 1819-ben Korponay János katonatiszt, hadtudományi író, a Magyar Tudományos Akadémia levelező tagja, Abaúj vármegye főlevéltárosa.
- Perényen született 1620-ban Czeglédi István református lelkész.
- Perényen született 1850-ben Heffler Konrád Sándor premontrei áldozópap és főgimnáziumi tanár.

## Lásd még
- Perény
- Hím